# FUJIYAMA (ビリヤードの種目)
FUJIYAMA（フジヤマ）とは、ポケットビリヤードにおける競技種目の名称である。 日本発祥のゲームで、極めて難易度の高い競技であることから、日本最高峰の富士山に因んで名付けられた。カタカナ表記は「フジヤマ」（FUJIYAMA（フジヤマ）公式HPより転載）。

## FUJIYAMA（フジヤマ）のはじまり
1998年の頃だった。日本ではサッカーで初のワールドカップ出場を果たしたフランスW杯に熱狂し、当時流行り始めていたビリヤード場ですら客足はまばらになっていた。このゲームを発案した青年、大瀧雅之はそのビリヤード場にいた。W杯の熱狂の中、彼は考えていた。サッカーの様な高い戦略性・戦術性に基づく息詰まる攻防を、ビリヤードにおいて再現できないものかと。そして彼は試行錯誤の末にルールをまとめ、友人と世界で初めてのゲームをプレイした。これがFUJIYAMA（フジヤマ）の始まりだと伝えられている。その後、面白さからFUJIYAMA（フジヤマ）プレイヤーは一人また一人と増え、更なる高度なゲーム性が追求されていった。勝つための様々な戦略が開発されていく中でルールは洗練され、ほぼ今の原型が出来上がった。そしてここにビリヤードの歴史に初めてフォーメーションや戦略が生まれる事となった。この当時からすでに、FUJIYAMAというゲームのプレイヤーの間には、ある確信に近い予感があったという。それはこのFUJIYAMAというゲームが近い将来、新時代のポケットビリヤードの主流になるだろうというものだった。日本で生まれたこのゲームは、いつしかプレイヤーの間で「FUJIYAMA（フジヤマ）」と呼ばれるようになり、世界で初めて「FUJIYAMA（フジヤマ）」がプレイされた、東京は高田馬場にある山水ビリヤード支店の 5番テーブルは、「FUJIYAMA（フジヤマ）プレイヤー」にとっての聖地とされている。

FUJIYAMA公式ルールブックより転載

日本語版FUJIYAMAルールブック

## FUJIYAMA（フジヤマ）のプレイの流れ

### プレイ人数
基本的にFUJIYAMA（フジヤマ）のプレイヤーは2人。2人1チームのタッグマッチなど、多人数によるチーム制も可能。

### 使用するボール
- FUJIYAMA（フジヤマ）で使用するボールは手玉および15個のボール

ボールは1～7番のローボール、9～15番のハイボールに大別し、8番はパスボールとして本ゲームでは扱う。

### 初期配置
FUJIYAMA（フジヤマ）における初期配置は以下の通り。
- ローボール・ハイボールをそれぞれ自エリア内のポイント横にクッションタッチの状態でセットする。
- パスボール（8番）はセンタースポット上にセットする。

### 先攻・後攻、および陣地（ローボール・ハイボール）の決定
FUJIYAMA（フジヤマ）では先攻・後攻をコイントスで決定する。
- コイントスで勝った側が、先攻もしくは陣地のどちらか1つを選択可能。
- コイントスで勝った側が、先攻を選択した場合は、コイントスで負けた側が好きな陣地を選ぶことができる。
- コイントスで勝った側が、好きな陣地を選択した場合は、コイントスで負けた側が先攻を選ぶことができる。

### FUJIYAMAの開始
- 先攻プレイヤーは自分の陣地のエリア内において、フリーボールからスタートする。

ただし、オープニングショットは必ずパスボールを第一的球として狙わなければいけない。

### 勝利条件
- それぞれの持ち球7個を敵側のゴールポケットに、先に全てポケットすれば勝ちである。

## FUJIYAMA（フジヤマ）のルール

### 狙ってよい玉
- 自分側のボールおよび、2回連続ではないパスボールを第一的球として当てる事が出来ます。

敵側のボールを第一的球として当てるとファールで敵側に間接フリーキックが与えられます。
パスボールを2回連続で第一的球として当てるとファールで敵側に間接フリーキックが与えられます。第一的球でなければ、それらのボールに間接的に当ててもファールではありません。

### パスボール
- パスボールを第一的球として当てた場合、プレイヤーは手玉以外のボールが、どこでもポケットすればプレイを継続できます。パスボールが落ちた場合は必ず直ちにセンタースポット上に戻されるため、ゲームを通じてパスボールがなくなる事はありません。ただし、パスボールは2回連続で第一的球として当てる事は出来ません。一度、パスボールを第一的球として当てたプレイヤーがプレイを続行している場合、必ず次はパスボール以外のボール（自分側のボール）を第一的球として狙わなければなりません。２回連続で当てた場合はファウルとなります。注意しなければならないのは、2回連続で狙う事ができないのはあくまで第一的球としてであり、間接的に当てるのであればその制約はありません。自分側のボールとパスボールを交互に第一的球として使うことはできます。

※パスボールがセンタースポット上に配置できない場合は（センタースポット上に他の玉があり配置を妨害している状態）、次にプレイするプレイヤーがどちらかのエリア（選択可）に向かって垂直に、妨害している球にタッチする状態で配置します。

### プレイの継続
プレイヤーは以下の条件を満たした場合のみプレイを継続できます。
- a)ゴールポケットに自分側のボールをゴールしたとき

注：自殺点や自分側のボールの無効なポケットと同時でも、有効なゴールは認められ、プレイを継続できます。
- b)パスボールを第一的球として、手玉以外のいずれかのボールを、どのポケットであれポケットしたとき

注：自分側のボールを第一的球として、間接的にパスボール自体がポケットされてもプレイは継続されません。

### ファウルについて
以下の場合はファウルとなります。
- 1．敵側のボールを第一的球として当てた場合
- 2．パスボールを2回連続で第一的球として当てた場合
- 3．全てのボールに当たらなかった場合
- 4．ノークッション・二度撞き・球触り
- 5．ポケットされたパスボールをテーブル上に戻さずにプレイを継続した場合

### ファウルのリスタートは「間接フリーキック」
ファウルの場合直ちに敵側に間接フリーキックが与えられます。
手玉は必ず自分側のエリア内からフリーボールです。（手玉現状からのリスタートは一切ありません）
リスタート時には常に自分側のエリア内のボールを第一的球にはできません。
パスボールを
- A.現状
- B.センタースポット
- C.自分側から見たフットスポット

のいずれかを選択して移動できます。間接フリーキックでは必ず第一的球はパスボールでなければいけません。（それ以外はファール）（間接フリーキックの場合はパスボールを狙わなければならないので、自分側のエリア内にパスボールがある場合は、自動的にBもしくはCのいずれかを選択して移動することになります。）

### スクラッチのリスタートは「直接フリーキック」
スクラッチした場合もしくは手玉や的球が場外した場合、直ちに敵側に直接フリーキックが与えられます。（場外の球が敵側のボールだった場合、自殺点になります。自分側のボールだった場合、敵プレイヤーが選ぶ初期位置に戻されます。）
手玉およびパスボールの扱いは「間接フリーキック」とまったく同じです。
間接フリーキックと違う点として、リスタート時の第一的球がパスボールでなければならないという制限はありません。
直接自分側のボールを第一的球として当て、ゴールする事ができます。（リスタート時には常にエリア内のボールは第一的球にできない）
パスボールを移動するしないに関わらず、自分側のボールを第一的球として当てることができます。

### ファール時の特別ルール「ペナルティキック（PK）」
自分側のエリア内に侵入してきた敵側のボールを直接、第一的球として当てた場合、
通常のフリーキックよりも重い罰則が与えられます。
直接フリーキックに加えて、自分側のボールをどれでも一つだけセンタースポットもしくは
自分側から見たフットスポットに移動することができる。
注：パスボールと同時に動かす事ができます。第一的球も自由に選択できます。動かしたボールを狙う必要はありません。

### 自殺点
敵側のボールをポケットした場合、それがどこのポケットであれ、ポケットした球は自殺点とみなされ敵のゴールとなります。
自殺点とファウルやスクラッチなどが重なった場合、常に自殺点は優先されます。
注：自分のボールをゴールポケット以外にポケットしたと同時に、上記の事がおきた場合、
ゴールポケット以外にポケットした自分側のボールは、敵側が決めた自分側エリア内の初期配置のいずれかのポイントに
戻され、ポケットされた敵側のボールは自殺点として戻ってきません。

### ボールがテーブルに戻ってくる場合
- 1．パスボールが入った場合

センタースポットに戻されます。パスボールが第一的球であれば、プレイは継続できます。
- 2．自分側のボールをゴールポケット以外（サイドポケットや自分側エリアのコーナーポケット）にポケットした場合

ボールは自分側の初期配置のいずれかのポイントに戻されます。どのポイントに戻すかは次のプレイヤーが決定できます。
「次のプレイヤー」とは、プレイが継続した場合は自分が、プレイが交代した場合は敵がという意味です。
- 3．自殺点の例外

パスボールを第一的球として、間接的にポケットされた敵側のボールは自殺点になりません。
その場合、ポケットされたボールを直ちに敵側のエリアの初期配置のいずれかのポイントに戻す事が出来ます。
どのポイントに戻すかは次のプレイヤー（この場合はポケットしたプレイヤー）が決定する事が出来ます。

### パスボールのまとめ
パスボールを第一的球として当てた場合のポケットされた各ボールの扱い
- ・パスボールがポケット

どこのポケットでもプレイは継続。パスボールは直ちにセンタースポットに戻されます。
障害物がある場合はどちらかのフットに向かって垂直にパスボールをタッチさせて配置します。
パスボールの配置で、どちらのフットスポットに向かうかは次のプレイヤーが任意で選択できます。
- ・自分側のボールがポケット

ゴールポケットでない場合は、次のプレイヤー（継続できるので自分）が初期配置のいずれかの
ポイントに任意で戻します。ゴールポケットの場合はゴールとみなされます。
- ・敵側のボールがポケット

自殺点にはならず、テーブル上に戻します。次のプレイヤー（継続できるので自分）が
敵側エリア内の初期配置のいずれかのポイントに任意で戻します。

### 特殊な罰則
FUJIYAMA（フジヤマ）評議会の認定する公式戦の場合、レフリーの判断により以下の罰則が適用される事があります。
- 「レッドカード」

度重なる暴言・粗暴な振る舞いなどによりレフリーが試合の進行上著しく不適当であると判断した場合
→１枚でその大会を失格退場
- 「イエローカード」

非紳士的行為や故意のファール、度を越した長考などによりレフリーが試合の進行に著しく支障をもたらしていると判断した場合
→2枚でその大会を失格退場

### 2度撞きについて
FUJIYAMA（フジヤマ）にプッシュコールはありません。
キューを立てる、または２度撞きとならない方向へ撞くことで回避して下さい。

### ジャンプキュー、およびジャンプショットについて
ジャンプキューおよびジャンプショットの使用が認められています。

### ミスしたプレイヤーに対して、全て不利な判断が下される原則
FUJIYAMA（フジヤマ）のルールえは、ミスしたプレイヤーに対して、全て不利な判断が下されるという原則があります。例えば、あるショットで自分の球をゴールしたが、相手の球もポケットしてしまい、さらに手玉がスクラッチしてしまった場合、
自分の球のゴールは無効となり、相手プレイヤーの選択する初期位置に戻りますが、相手の球の自殺点は有効のままです。さらに難しい事例では、互いに１つずつ持ち球が残った場面において、自分の球をゴールしたが、間違えて相手の球も同時にポケットしてしまった場合、相手の球のポケットが優先と判断され、自殺点となり、負けとなります。

### 待機プレイヤーの行動制限
FUJIYAMA（フジヤマ）では、相手のプレイを待っている待機プレイヤーに対して、行動制限が決められています。原則として、「テーブルに触れないこと」、「相手プレイヤーに触れないこと」、の２点だけです。試合中は原則「禁煙」ですが、待機プレイヤーの飲食などは認められています。
正規の試合では、試合のテンポを良くするため、「立って待機すること」が追加される場合もあります。ルール上、相手が撞く時に音を出したり、動いたりなど、シャーキング（邪魔）することも可能ですが、観客に卑怯者としてブーイングされることや、レフリーに非紳士的行為としてカードを出されることも覚悟してください。

## FUJIYAMA（フジヤマ）の歴史
- 1998年 - FUJIYAMA（フジヤマ）のルールが発案される。
- 1999年 - FUJIYAMA（フジヤマ）評議会が発足する。
- 2004年 - ルールの完成度が高まったことを理由にルール発案者より大会開催が提案される。
- 2005年 - THE OPEN FUJIYAMA CHAMPIONSHIP 2005 開催山水ビリヤード支店において初めて公式な大会が行われた。エントリー数32名。
  - 優勝 塚本忍アマ

アマチュア主体だったが、参加者は FUJIYAMA（フジヤマ）愛好者が多く、当時からすでに競技レベルが高かった。決勝は塚本忍アマとルディ・モルタプロで争われた。アマチュアの試合ながら手に汗握る展開で観客は盛り上がり、プロの試合を観たいという活動が始まった。
- 2006年 - ProjectFUJIYAMA実行委員会が発足する。
- 2007年1月 - ProjectFUJIYAMA（フジヤマ）「弐箇年計画」が立案される。

この弐箇年計画は、FUJIYAMA（フジヤマ）の商業化の可能性を検証することを主目的として、2007年2008年の2年間の行動計画としてまとめられたものである。
- 2007年6月 - FUJIYAMA公式ルールブック（第六訂版）が初めて小冊子として配布される。ルールブックは1998年から何度も検証と訂正が繰り返され、第六訂版の時に初めて小冊子として配布が始まった。
- 2007年8月 - THE OPEN FUJIYAMA CHAMPIONSHIP 2007 開催

山水ビリヤード本店において初めてプロが参加して開催された。エントリー数38名。内プロプレイヤー数10名
- - 優勝 JPBA 西嶋大策プロ

エンターテイメント化を目指し、観客が楽しむための実験がいくつも行われた。観て楽しむために作られたビリヤード競技は、この時初めて世界に発表された。
- 2008年3月 - THE OPEN FUJIYAMA CHAMPIONSHIP 2008 開催

初めて聖地である高田馬場・山水ビリヤードから離れて、新宿・ビリヤードハウス・サムタイムにおいて開催された。エントリー数38名。内プロプレイヤー数10名
- - 優勝 JPBA 関川賢示プロ
    - プロが戦うFUJIYAMAは観戦する価値があると、期待が確信に変わった大会だった。これによって、正式に商業化への道のりが検討されることとなった。
- 2009年1月 - ProjectFUJIYAMA「参箇年計画」が立案される。

この参箇年計画は、FUJIYAMAの商業化のための下地を整えることを主目的として、2011年度のProjectFUJIYAMA実行委員会の収支を黒字化することと共に、THE OPEN FUJIYAMA CHAMPIONSHIP 2011の優勝賞金を100万円とすることを目標と設定し、2009年2010年2011年の3年間の行動計画としてまとめられたものである。
- 2009年3月7日 - THE OPEN FUJIYAMA CHAMPIONSHIP 2009 開催。

なお本大会より初めてコスプレ系飲食店の老舗であるミアグループよりコンパニオンとしてのメイドの派遣が実現した。
- - 優勝 エフレン・レイズ
  - 準優勝 JPBA 曽根恭子プロ
  - 3位タイ JPBA 芳賀秀崇プロ JPBA 水下広之プロ

- 2010年3月27日 - THE OPEN FUJIYAMA CHAMPIONSHIP 2010 開催。

なお昨年大会より引き続きコスプレ系飲食店の老舗であるミアグループよりコンパニオンとしてのメイドの派遣が実現した。
- - 優勝 JPBA神箸久貴プロ
  - 準優勝 JPBA 赤狩山幸男プロ
  - 3位タイ 台湾 羅立文プロ JPBA 平野義典プロ